# Apeadero de Barreiro-A
El Apeadero de Barreiro-A, igualmente conocido como Estación de Barreiro-A, es una infraestructura de la Línea de Alentejo, que sirve a la localidad de Barreiro, en el Distrito de Setúbal, en Portugal.

## Características y servicios
Este apeadero es utilizado por composiciones de la Línea de Sado, un servicio urbano gestionado por la operadora Comboios de Portugal.

## Historia
El tramo entre Barreiro y Bombel, donde esta plataforma se encuentra, fue abierto a la explotación el 15 de  junio de 1857.
En 1992, transitaban por esta plataforma, servicios urbanos entre Barreiro y Playas de Sado, remolcadas por locomotoras de la CP Serie 1520.
Los antiguos edificios de la estación fueron demolidos en mayo de 2008, en la secuencia de obras de remodelación de la estación.